# Georg August Goldfuss
Georg August Goldfuss (18 de abril de 1782 - 2 de octubre de 1848) fue un naturalista, paleontólogo y zoólogo alemán.

## Biografía
Goldfuss nació en Thurnau cerca de Bayreuth, fue educado en Erlangen, donde recibió su doctorado en 1804 y se convirtió en profesor de zoología en 1818. Trabajó como profesor de zoología y mineralogía en la Universidad de Bonn. Con la ayuda de Conde Georg de Munster, publicó Petrefacta Germaniae (1826–1844), un trabajo en el que trataba de ilustrar los fósiles invertebrados de Alemania. Goldfuss falleció en Bonn.

## Algunas publicaciones
- Enumeratio Insectorum Eleutheratorum Capitis Bonae Spei totiusque Africae descriptione iconibusque nonnullarum specierum novarum, Erlangen 1804.[1]

- Die Umgebungen von Muggendorf. Ein Taschenbuch für Freunde der Natur und Alterthumskunde, Erlangen 1810

- Mikroskopische Beobachtungen über die Metamorphose des vegetabilischen und animalischen Lebens, in: Abhandlungen der Erlanger Societät, v. 1, Erlangen 1810

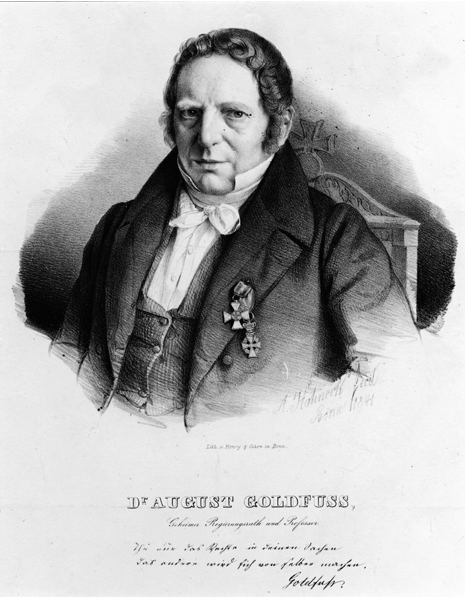
Retrato de Goldfuß' por Adolf Hohneck 1841, litografía

- Naturbeschreibung der Säugethiere, Erlangen 1812

- Über die Metamorphose des animalischen und vegetabilischen Lebens, in: Abhandlungen der Erlanger Societät, v. 2, Erlangen 1812

- Physikalisch-statistische Beschreibung des Fichtelgebirges, con G. Bischof, Nurenberg 1817

- Über die Entwicklungsstufen des Thieres, Nürnberg 1817 (Nachdruck Basilisken-Presse, Marburg 1979)

- Handbuch der Zoologie, Nürnberg 1818

- Beschreibung eines fossilen Vielfraß-Schädels aus der Gailenreuther Höle, in: Novis Actis physico-medicis Acad. Caesareae Leopolodino-Carolinae naturae curiosum, Erlangen 1818

- Ein Wort über die Bedeutung naturwissenschaftlicher Institute und über ihren Einfluss auf humane Bildung, Bonn 1821

- Naturhistorischer Atlas, 1.-23. Heft, Düsseldorf 1824–1843 (einige Tafeln)

- Grundriß der Zoologie, Nürnberg 1826, 2ª ed. 1834

- Petrefacta Germaniae. Tam ea, quae in museo universitatis Regia Borussicae Fridericiae Wilhelmiae Rhenanae servantur, quam alia quaecunque in museis Hoeninghusiano Muensteriano aliisque extant, iconibus et descriptionibus illustrata = Abbildungen und Beschreibungen der Petrefacten Deutschlands und der angränzenden Länder, unter Mitwirkung von Georg Graf zu Münster, Düsseldorf 1826–1844

## Honores

### Epónimos
Género
- (Acanthaceae) Goldfussia Nees[2]

- La abreviatura «Goldfuss» se emplea para indicar a Georg August Goldfuss como autoridad en la descripción y clasificación científica de los vegetales.[3]

## Abreviatura (zoología)
La abreviatura Goldfuss  se emplea para indicar a Georg August Goldfuss como autoridad en la descripción y taxonomía en zoología.